# Warner Pass
Warner Pass är ett bergspass i Kanada.   Det ligger i provinsen British Columbia, i den sydvästra delen av landet, 3 500 km väster om huvudstaden Ottawa. Warner Pass ligger 2 468 meter över havet.
Terrängen runt Warner Pass är varierad. Warner Pass ligger uppe på en höjd. Trakten runt Warner Pass är nära nog obefolkad, med mindre än två invånare per kvadratkilometer.. Det finns inga samhällen i närheten.
Trakten runt Warner Pass består i huvudsak av gräsmarker.